# Stat
 Denne artikel bør gennemlæses af en person med fagkendskab for at sikre den faglige korrekthed.

 Der er for få eller ingen kildehenvisninger i denne artikel, hvilket er et problem. Du kan hjælpe ved at angive troværdige kilder til de påstande, som fremføres i artiklen.

 For alternative betydninger, se Stat (flertydig). (Se også artikler, som begynder med Stat)
En stat er et geografisk omgrænset område, der udgør en selvstændig politisk enhed og har et et fælles overhoved for områdets befolkning. Folkeretten afgrænser staten i juridisk henseende som en abstrakt størrelse med territorial magt og institutioner til at udøve denne magt.[kilde mangler]
Staten er et ofte anvendt udtryk for hele regeringsapparatet, men kan også adskilles herfra, idet regeringen og dens embedsmænd hele tiden skiftes ud, mens staten består. Ifølge sociologen Max Weber kan staten defineres som dén organisation, der i "et menneskeligt samfund succesfuldt gør krav på at have monopol på udøvelsen af legitim vold".

## Grundlæggende definitioner
For at en stat – udadtil – kan betegnes en stat skal fire punkter være opfyldt:
1. Den har et (i det mindste delvist landbaseret) territorium,
2. Den har en fastboende befolkning,
3. Den har en anerkendt regering, som...
4. kan have officielle forbindelser til andre stater.[2]

Indadtil betegnes en stat ved et system af politiske institutioner, der har eneret på magten til at fastsætte og opretholde en given retsorden inden for sit territorium og over for sin befolkning.
"Stat" forveksles ofte med "nation", men hvor "nationen" betegner den gruppe mennesker, der lever i det ovennævnte område, så er staten den enhed, der udøver den særlige magt, som den har monopol på: Magtudøvelser, som hvis de udføres af andre end staten betragtes som forbrydelser eller vold: Kun en stat kan ekspropriere, arrestere, frihedsberøve eller henrette. Statens magtmonopol udøves af politi og militær. Staten omfatter også de organisationer, hvor de regler vedtages, som bestemmer, hvornår den må anvende sin særlige magt og til hvad, og staten omfatter de organisationer, som kan sætte de samme regler ud af kraft, f.eks. ved militær undtagelsestilstand.[kilde mangler] Filosoffen Carl Schmitt definerede suverænitet som dette at beherske undtagelsestilstanden.

## Retsstaten
I de moderne demokratiske samfund vil statens udfoldelsesmuligheder normalt være underlagt retsstatslige principper. Retsstater fungerer i henhold til en forfatning, der suppleres af en række fremgangsmåder, der skal følges i forbindelse med afgørelser, og disse er forholdsvis svære at ændre. I en retsstat er alle borgere beskyttet mod vilkårlige indgreb fra myndighedernes side, for eksempel bygget på Montesquieus princip om magtens tredeling, der sikrer en retslig undersøgelse af vedtagne beslutninger.

## Statsdannelser
I den løbende debat hersker der en del forvirring om begreberne stat, delstat, nationalstat, forbundsstat, helstat, statsforbund, rige, land og nation. I det efterfølgende skal der ved nøjere definitioner og eksempler klargøres, hvad de forskellige begreber henviser eller kan henvise til.
Begrebet om staten bør først adskilles fra 'nationen', hvor det sidste normalt refererer til et folk med en egen national bevidsthed. Således udgør f.eks. kurderne en nation, selvom de endnu ikke har deres egen stat (Kurdistan). 'Nationalstaten' betegner en politisk enhed, hvor stats- og nationsgrænserne er sammenfaldende. I praksis omtaler man dog også stater med en dominerende nationalitet, men med store nationale mindretal, som nationalstater.
Med hensyn til 'rige' og 'land' bruges disse af og til synonymt med enten nation eller stat. I Tyskland bruges ordet Land (plur. Länder) egentlig som en betegnelse for delstaterne. Mere specifikt kan 'land' betegne både staten og statens territorium, og 'rige' både statens territorium og territoriets befolkning (som kan udgøre én eller flere nationer og/eller grupperinger).

## Stater, statsforbund og forbundsstater
Den mindste selvstændige stat er bystaten (græsk: polis) eller fristaden, hvor hele staten kun omfatter en enkelt by (og måske et mindre opland).
En stat kan være en sammenslutning af delstater i en forbundsstat med adskillige fælles funktioner så som forsvar og udenrigspolitik. Derfor må en forbundsstat have en regering, til hvilken delstaternes regeringer har afgivet suverænitet. I forbundsstaten USA er en state ret beset en delstat.
Hvis flere stater med hver deres forfatning, love og myndigheder har fælles formelt overhoved, tales om en personalunion.
Hvis praktisk taget al suverænitet over delstaterne er koncentreret i en central regering, kan man tale om en helstat, men dette er nu mere et historisk begreb fra enevældens tid.
Stater kan indgå i et endog meget tæt samarbejde og være enige om en lang række fælles regler inden for økonomi, politik etc., uden at staterne afgiver en væsentlig grad af suverænitet. Så er der tale om et statsforbund, der altså ikke har en fælles regering, men derimod fælles organer til varetagelse af samarbejdet.
Et statsforbund kaldes også en konføderation og en forbundsstat en føderation.

## Stater og folk – nationalstater
En stat kan godt bebos af flere folk (nationer) som f.eks. englændere, skotter, walisere og nordirere i Storbritannien eller baskere, catalanere og castilianere i Spanien. En nationalstat er i princippet en stat, der kun bebos af ét folk, bortset fra nogle ubetydelige mindretal af indbyggere. I praksis omtales en række stater, der ikke lever helt op til dette kriterium, dog også som nationalstater, hvis de f.eks. har en dominerende nationalitet.

## Eksempler på statsdannelser
Der er mange flydende overgange mellem begreberne, så det er formålstjenligt at belyse disse med en række eksempler.

### Den dansk-norsk-slesvig-holstenske personalunion
Mens den dansk-norsk-slesvig-holstenske personalunion indtil 1814 eksisterede, bestod den af det danske folk, det norske folk og en del af det tyske folk.
Det danske folk boede hovedsagelig i det daværende kongerige Danmark og i den nordlige og mellemste del af hertugdømmet Slesvig, og det norske folk boede hovedsagelig i kongeriget Norge, mens en del af det tyske folk hovedsagelig boede i den sydlige del af hertugdømmet Slesvig samt i hertugdømmet Holsten. Dertil kom folkene i de norske bilande i Nordatlanten.
Der var imidlertid tale om en personalunion omfattende to kongeriger og to hertugdømmer, der regeredes af én fyrste. I Danmark og Norge var han konge (efter hver sin arvehyldning), og i de to hertugdømmer var han hertug. Slesvig var derudover et dansk len (med den danske konge som lensherre), mens Holsten frem til 1806 fungerede som tysk len (med den tyske kejser som lensherre). Den danske konge regerede sine danske og norske undersåtter – inkl. dem i de norske bilande i Nordatlanten – via "Danske Kancelli" og sine undersåtter i de to hertugdømmer via "Tyske Kancelli" – uagtet at indbyggerne i den nordlige del af hertugdømmet Slesvig overvejende var dansksprogede. Begge kancellier fik deres navne efter det sprog, de anvendte, og havde begge til huse i "Den røde Bygning" på Slotsholmen i København.

### Fra helstat til nationalstat
Norge blev afstået til Sverige i 1814 (som kompensation fik den danske konge svensk Forpommern, som senere blev mageskiftet med Preussen til gengæld for Lauenborg), og da den resterende helstat efter nederlaget i 1864 måtte afstå Slesvig, Holsten og Lauenborg, blev Danmark en nationalstat, der kun omfattede ét folk – nemlig det danske folk. Efter genforeningen i 1920 indgik et lille tysk mindretal i Sønderjylland i den danske befolkning.
Landet havde den gang nogle besiddelser i Nordatlanten. Disse nåede deres nuværende status i flere faser. I 1944 blev Island en helt selvstændig stat, og i 1948 fik Færøerne hjemmestyre med eget lagting og landsstyre, og i 1979 fik Grønland det samme med eget landsting og landsstyre. Begge områder vælger 2 medlemmer til det danske folketing. I dag omfatter Det Danske Rige således Danmark, Færøerne og Grønland, og det er en slags forbundsstat – kaldet et rigsfællesskab – der omfatter det danske folk med et tysk mindretal, det færøske folk og det grønlandske folk.
De fremmede folkedele er imidlertid så små, at Det Danske Rige må betragtes som en nationalstat.

### Det Tyske Forbund
Den tyske folkedel i Slesvig, Holsten og Lauenborg følte sig knyttet til det øvrige tyske folk, der dengang beboede de mange tyske stater, der fra 1815 var medlem af Det Tyske Forbund, som var et statsforbund. Det eksisterede frem til 1871 – fra 1866 dog som det preussisk dominerede Nordtyske Forbund. Efter den preussisk-østrigske krig i 1866 blev Østrig udelukket fra Det Tyske Forbund, og Østrigs allierede under krigen blev simpelthen annekteret af Preussen. Det drejede sig om Hannover, Nassau, Kurhessen og den frie rigsstad Frankfurt am Main. Nogle af forbundets medlemmer var helstater, der også omfattede andre folk end det tyske, og i visse tilfælde var det kun den tyske del, der var medlem af statsforbundet. F.eks. var den polske del af kongeriget Preussen og den ungarske del af det Østrigske Kejserrige ikke medlemmer af Det Tyske Forbund. Holsten og Lauenborg var medlemmer af forbundet, men ikke Slesvig. Böhmen og Mähren havde både et tysk og en tjekkisk befolkningsdel, men disse to var både medlemmer af det østrigske kejserrige og Det Tyske Forbund.

### Det Tysk-romerske Rige
Forgængeren for Det Tyske Forbund var det Tysk-romerske Rige, der egentlig hed Das heilige Römische Reich deutscher Nation, og som eksisterede fra 962 til 1806. De betydeligste tyske staters fyrster – herunder de såkaldte fyrstbiskopper – kårede (derfor "kurfyrster") en fællestysk konge, og han blev af paven i Rom, der gerne ville beskyttes af en mægtig, verdslig fyrste, kronet til tysk-romersk kejser og overtog den verdslige magt i Kirkestaten. Det Tysk-romerske Rige var blot et statsforbund, hvis enkelte medlemmer sågar kunne finde på at føre krig mod hinanden. Det omfattede også Østrig – det var et såkaldt "stortysk" rige – eller rettere: forbund. Man sagde dengang, at det hverken var et rige, romersk eller helligt! Det Tysk-romerske Rige blev opløst under Napoleonskrigene i 1806.

### DetTyske Kejserrige
Efterfølgeren for Det Tyske Forbund – fra 1866 Det Nordtyske Forbund – var Det Tyske Rige – kejserriget fra 1871 til 1918, men det omfattede ikke Østrig – det var et såkaldt "lilletysk" rige. Den preussiske konge blev udråbt til tysk kejser, og stod som sådan over de øvrige tyske fyrster, men det nye tyske kejserrige havde mange fælles funktioner – f.eks. de væbnede styrker, udenrigspolitik, pengevæsen og højesteret – og var derfor en forbundsstat med en central regering, der bestod af delstater med et vist selvstyre og egen fyrste. Den lovgivende forsamling for riget var rigsdagen, og de lovgivende forsamlinger for delstaterne var landdagene.
De gamle hertugdømmer i den danske helstat, Slesvig, Holsten og Lauenborg var blevet erobret af Preussen og Østrig i 1864 og var i 1866 blevet indlemmet som provinser i kongeriget Preussen og indgik som sådanne i det tyske kejserrige. De dansktalende og dansksindede indbyggere i Slesvig blev således borgere i den preussiske delstat i det tyske kejserrige, men de følte sig også knyttet til det danske folk. På samme måde var indbyggerne i den vestlige del af Polen og indbyggerne i Elsass-Lothringen ikke en del af det tyske folk, og man kan derfor ikke sige, at det tyske kejserrige før Første Verdenskrig var en nationalstat. Der var betydelige nationale mindretal inden for riget.

### Mindretallene ved den dansk-tyske grænse
Efter folkeafstemningerne i Sønderjylland i 1920 blev dette delt ved den nuværende dansk-tyske grænse i det tyske Sydslesvig og det danske Nordslesvig. Nordslesvig kaldes også De sønderjyske landsdele. Derved aftog mindretalsproblemerne, men der er stadig indbyggere i Sydslesvig, som er borgere i Tyskland, men som føler sig knyttet til det danske folk. På samme måde er der mennesker i Nordslesvig, der er borgere i Danmark, men som føler sig knyttet til det tyske folk.

### WeimarrepublikogNazirige
Det Tyske Rige blev efter Første Verdenskrig i 1918 til en republik, og udover Nordslesvig måtte det afstå Elsass-Lothringen og områderne i det vestlige Polen. Riget – fra 1933 Naziriget eller "Det Tredje Rige" – var frem til 2. verdenskrigs udbrud i 1939 en nationalstat, da det kun husede ubetydelige mindretal. Naziriget var en central enhedsstat. De tidligere delstater var frataget ethvert selvstyre og var reduceret til administrative enheder. I 1938 indlemmedes Østrig – det blev til Ostmark – i "Det Tredje Rige", som derfor atter kunne kalde sig et "stortysk" rige. Den bombastiske betegnelse "stortysk" er altså ikke – som mange tror – en nazistisk opfindelse. Naziriget brød sammen i 1945, og Tyskland og Østrig styredes frem til 1949 af besættelsesmagterne.

### Forbundsrepublikken Tyskland og Den Tyske Demokratiske Republik
Den nye vesttyske forbundsstat blev grundlagt i 1949. Den kom til at hedde Forbundsrepublikken Tyskland (BRD), og blev udvidet ved den tyske genforening i 1990, da områderne i den sovjetisk dominerede Tyske Demokratiske Republik (DDR) blev optaget som nye delstater i BRD. DDR var i lighed med Naziriget en central enhedsstat.
Forbundsrepublikken Tyskland omfatter i dag 16 delstater, hvoraf 3 er bystater. Den har kun få nationale mindretal f.eks. sorberne, friserne og danskerne og må derfor betegnes som en nationalstat. Det samme gælder Østrig, der både er en forbundsstat og en nationalstat med kun få og ubetydelige nationale mindretal – f.eks. Kärntenslovenierne.

### Andre eksempler på forbundsstater
Andre eksempler på forbundsstater er USA, Canada og Australien. At medlemmerne af forbundsstaten USA kalder sig States, skal man ikke lade sig forvirre af. De er rettelig delstater eller provinser, og den sidstnævnte betegnelse anvendes da også i Canada og Australien. I alle tre forbundsstater har delstaterne eller provinserne et udpræget selvstyre, men der er i enhver forbundsstat altid politisk uenighed om fordelingen af magt og kompetence mellem forbundsstaternes centrale regeringer og delstaternes regeringer. I USA går det ene store parti (Demokraterne) ind for mere magt til forbundsregeringen i Washington D.C., hvorimod det andet store parti (Republikanerne) går ind for det modsatte.
Alle tre forbundsstater er udprægede indvandrerlande. Om de kan betegnes som nationalstater i den europæiske betydning er tvivlsomt, men at man for USA's vedkommende i dag godt kan tale om et amerikansk folk og en amerikansk nation er hævet over al tvivl. Dette forhold kan imidlertid ændre sig, hvis den store indvandring fra Latinamerika, Østasien og Mellemøsten fortsætter, da de nye indvandrere ofte ønsker at bevare deres sprog og sædvaner og at bosætte sig sammen med deres racefæller og landsmænd. Dette var ikke tilfældet med den tidlige indvandring fra Nord- og Vesteuropa og kun til en vis grad tilfældet med den noget senere indvandring fra Syd- og Østeuropa. Man taler om, at USA for tiden ændrer sig fra at være en folkelig smeltedigel til et folkeligt kludetæppe.
Det forenede Kongerige eller UK (England, Wales, Skotland og Nordirland) samt Spanien og Italien er forbundsstater med visse problemer – f.eks. med selvstændighedsbevægelserne i Skotland, Baskerlandet, Catalonien og Lombardiet. UK og Spanien bebos hver for sig af flere folk såsom englændere, walisere, skotter, baskere, catalanere, castilianere, andalusiere m.v. og er altså ikke nationalstater. Derimod må Italien betegnes som en nationalstat med et østrigsk mindretal i Sydtyrol.

### Frankrig
Frankrig vil helst opfatte sig selv som en nationalstat. Derfor fortrænges det forhold, at der inden for staten findes mange mindretal – f.eks. korsikanere, italienere, bretonere, alsacere, lorrainere, flamlændere, catalanere, baskere og provencalere. Langt op i det 20. århundrede blev mindretallene søgt forfransket og i et vist omfang undertrykt.

### Den Europæiske Union
EU er en blanding af et statsforbund og en forbundsstat. Ordet "forfatningstraktat" er et slående udtryk for forvirringen – et statsforbund bygger på en traktat mellem forbundets medlemmer, mens en forbundsstat har en forfatning.

## Statsteori
Ud over den folkeretslige afgrænsning af statens funktioner omhandler statsteori tillige idealer for statens forskellige mulige indretninger, f.eks. betingelser for den demokratiske statsform.
I moderne demokratiske stater vil staten kun fremstå som legitim, hvis den udøver sin magt på vegne af kollektivet. Hertil kræves normalt frie, lige og hemmelige afstemninger ved valghandlinger.
Dette er imidlertid ikke en forudsætning for stater i almindelighed. Den danske konge under enevælden støttede således sin legitimitet på "Guds nåde", og Ludvig den 14. af Frankrig sagde: "Staten – det er mig". I 2013 var der stadig 77 stater i verden, som baserede sig på ikke-demokratiske styreformer.